# Fort Iffens

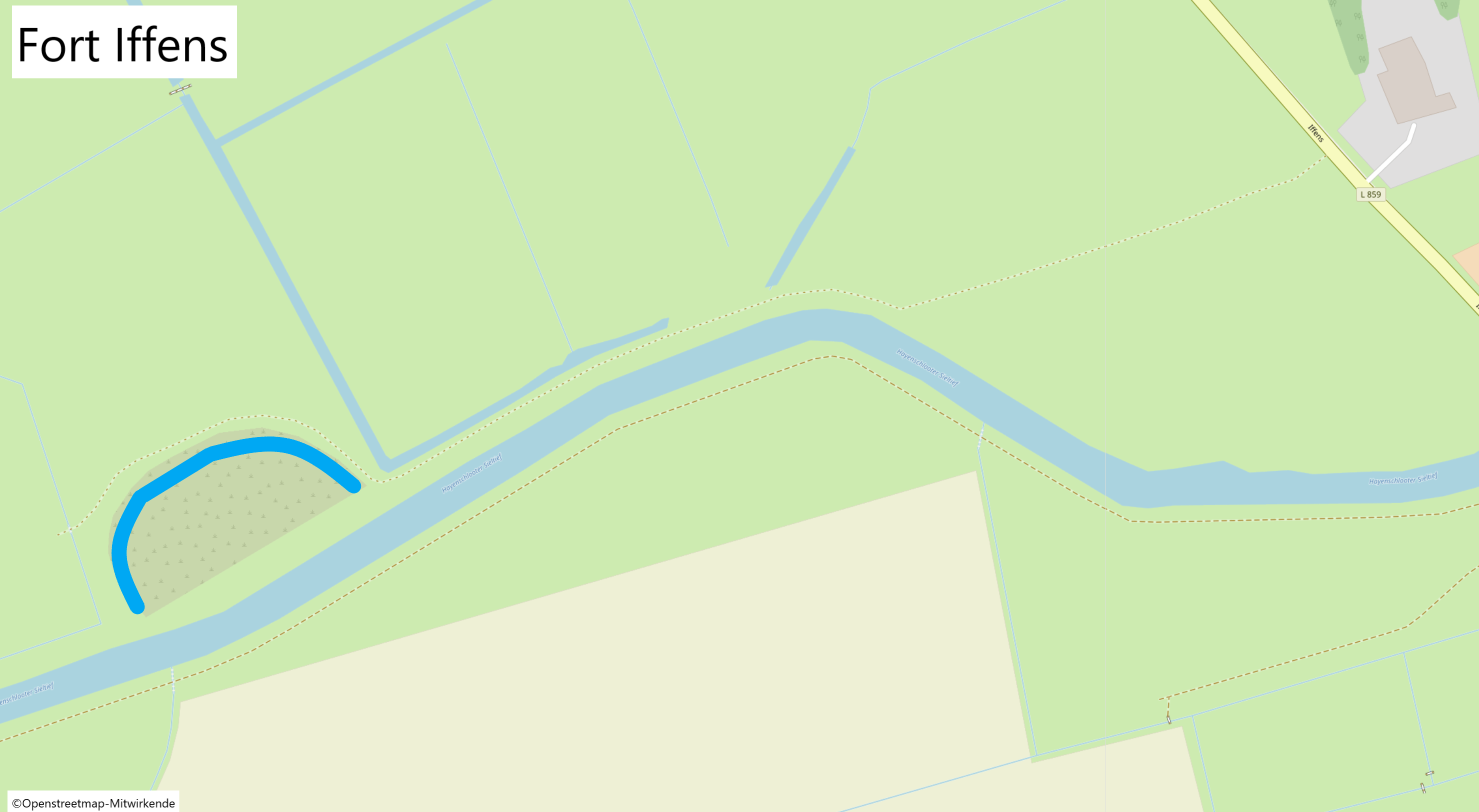
Umfang des Forts Iffens

Das Fort Iffens war eine Befestigungsanlage zum Schutz des Kriegshafens Wilhelmshaven.

## Lage

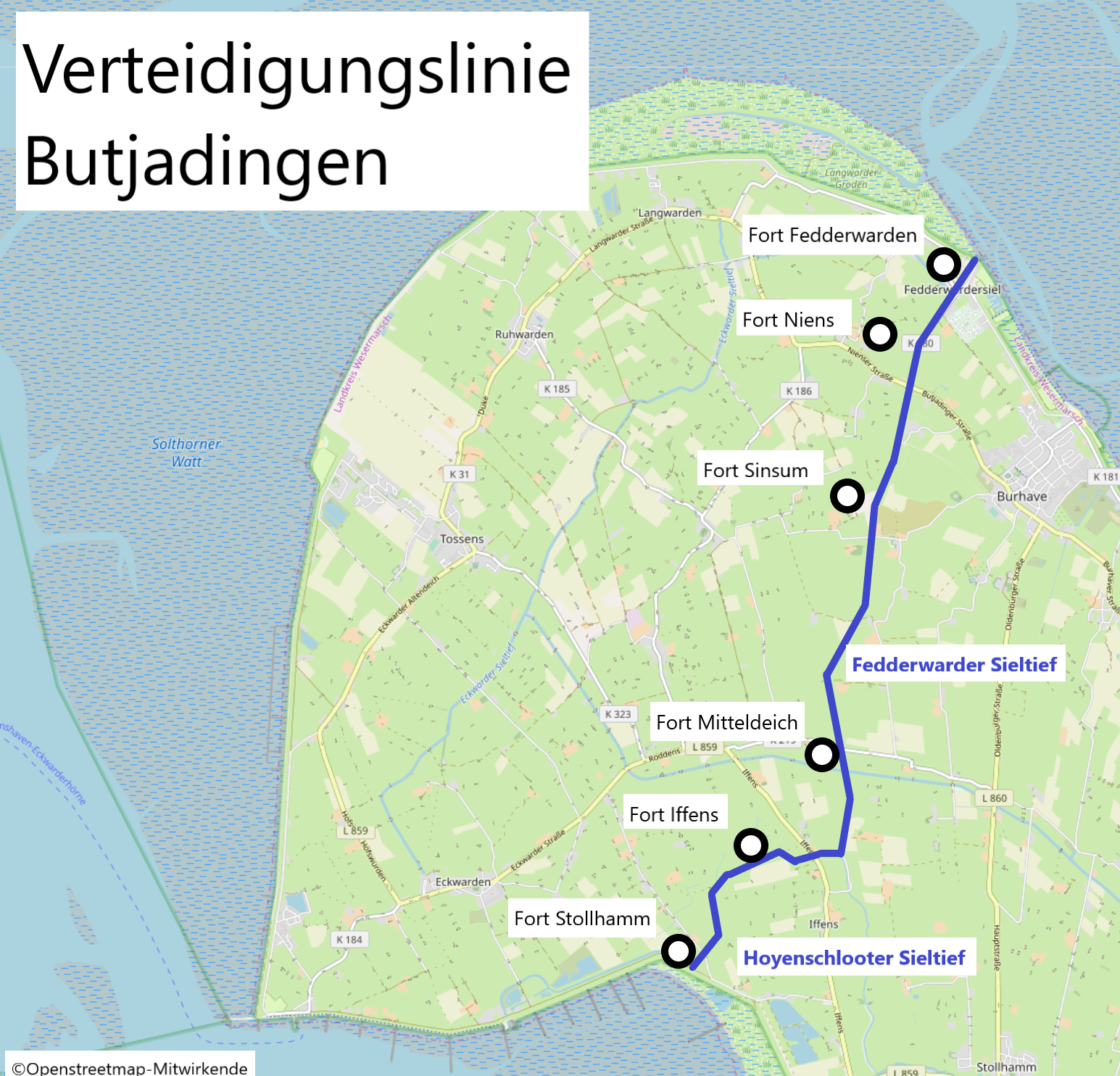
Lage der sechs Butjadinger Forts hinter den Wasserhinternissen.

Das Fort befindet sich direkt nördlich des Hayenschlooter Sieltiefs bei Iffens. Es wurde als geschlossene Lünette errichtet. Die Anlage war für zwei Züge Infanterie (~80 Mann) ausgelegt. Es hat eine Länge von 150 Metern und eine Breite von 90 Metern. Nach Norden ist die Anlage durch einen halbkreisförmigen Graben geschützt. Der Südliche Bereich der Anlage ist zerstört.

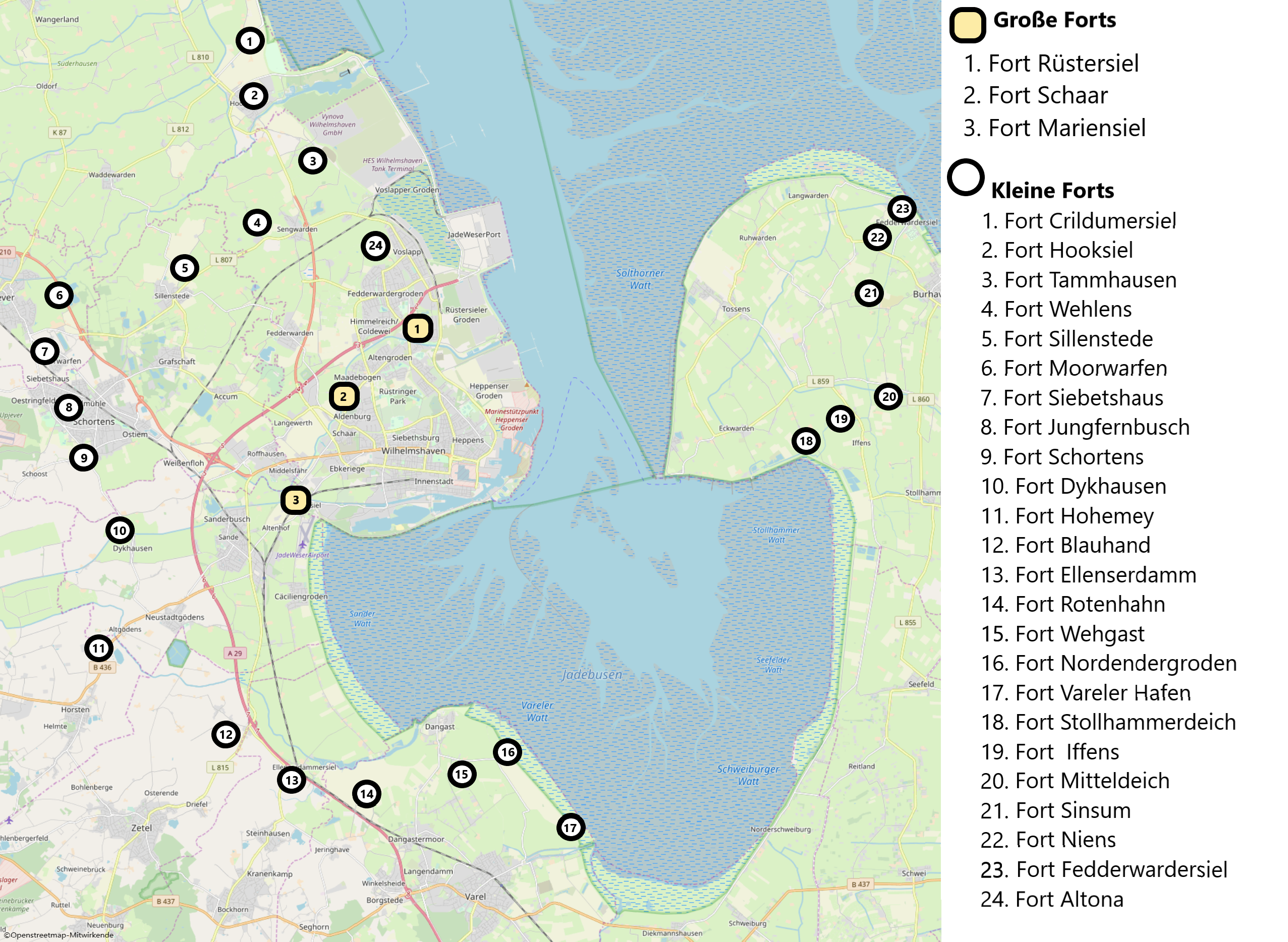
Position der Forts zum Schutz Wilhelmshavens.

## Geschichte
Das Fort Iffens wurde nach dem Deutsch-Französischen Krieg 1870/71 errichtet. Im Zweiten Weltkrieg wurde es wahrscheinlich für die Luftabwehr Wilhelmshavens genutzt. Heute ist das Gelände bewaldet.